# Noctuana
Noctuana este un gen de fluturi din familia Hesperiidae. 

## Specii
- Noctuana bellinita
- Noctuana bipuncta
- Noctuana brunneofusca
- Noctuana diurna
- Noctuana haematospila
- Noctuana lactifera
- Noctuana noctua
- Noctuana stator
- Noctuana uniformis